# Orectolobus halei
Orectolobus halei, auch als Gebänderter Teppichhai (engl. banded wobbegong oder auch gulf wobbegong) bezeichnet, ist eine Teppichhaiart aus der Familie Orectolobidae.

## Vorkommen und Merkmale
Man kann den gebänderten Teppichhai im südlichen Australien zwischen Southport und Norwegian Bay sowie auch im östlichen und westlichen Australien antreffen. Warme und schlammige Flachwasserböden werden bevorzugt, jedoch kann man ihn bis in Tiefen von 200 m antreffen.
Vom Aussehen her ähnelt er stark dem Ornament-Teppichhai und wurde früher auch synonymal geführt, bis 2006 eine Neubeschreibung und die Klassifizierung als eigene Art erfolgte. Unabhängig davon zeigten genetische Analysen, dass der gebänderte Teppichhai näher mit dem sympatrisch lebenden Gemeinen Teppichhai verwandt ist als mit dem Ornament-Teppichhai.
Verglichen mit dem Gemeinen und dem Ornament-Teppichhai weist der gebänderte Teppichhai mehr Hautlappen im posterioren Präorbitalbereich auf, weiters einen kürzeren Abstand zwischen Bauchflosse und Analflosse, größere Brustflossen, einen größeren Schädel und größere Klaspern im adulten Zustand. Ebenfalls wird der Hai insgesamt größer als die beiden anderen erwähnten Arten, durchschnittlich knapp 2 m, aber es sind Längen bis zu 2,9 m dokumentiert, was in etwa der doppelten Länge des Ornament-Teppichhais entspricht.
Das Nahrungsspektrum umfasst bodenlebende Fische und Wirbellose, weiters Krebstiere und Kopffüßer.
Die Fortpflanzung erfolgt auf ovoviviparem Wege. Ein Weibchen brütet bis zu 30 Junge aus.